# بخش جاشپور
بخش جاشپور (به انگلیسی: Jashpur district) یک منطقهٔ مسکونی در هند است که در Surguja Division واقع شده‌است. بخش جاشپور ۵٬۸۳۸ کیلومتر مربع مساحت و ۸۵۱٬۶۶۹ نفر جمعیت دارد.